# Ryan Hoffman

a Compétitions nationales et continentales officielles uniquement.

b Matchs officiels uniquement.
Ryan Hoffman, né le 26 janvier 1984 à Canberra, est un joueur de rugby à XIII australien évoluant au poste de deuxième ligne dans les années 2000. Il a effectué toute sa carrière professionnelle au Melbourne Storm depuis 2003. Titulaire dans ce club, il a pris part au City vs Country Origin du côté de City ainsi qu'au State of Origin avec les New South Wales Blues. Enfin, il est sélectionné en équipe d'Australie pour le Tournoi des Quatre Nations 2009 en Angleterre et en France.

## Palmarès
- Collectif :
  - Vainqueur du World Club Challenge : 2013 et 2018 (Melbourne Storm).
  - Vainqueur de la National Rugby League : 2012 (Melbourne Storm).
  - Vainqueur de la Challenge Cup : 2011 (Wigan Warriors).
  - Finaliste de la National Rugby League : 2018[1] (Melbourne Storm).